# حصارسرخ (طرقبه شاندیز)
حصارسرخ، روستایی در دهستان شاندیز بخش شاندیز شهرستان بینالود استان خراسان رضوی ایران است.

## جمعیت
بر پایه سرشماری عمومی نفوس و مسکن در سال ۱۳۹۵ جمعیت این روستا ۱٬۶۲۷ نفر (در ۵۰۱ خانوار) بوده است.